# Княжевская подстанция
Здание Княжевской подстанции построено в 1914—1915 годах как часть инфраструктуры Ораниенбаумской электрической железной дороги (Оранэлы). Расположено по адресу: проспект Стачек, дом № 91. Объект культурного наследия регионального значения.

## Изначальное предназначение здания
Проектом Ораниенбаумской электрической железной дороги — первой в России пригородной электрической железной дороги — предусматривалось создание собственной энергосистемы, состоящей из Центральной электрической станции в Волынкине и трёх подстанций: в Княжеве, Стрельне и Мартышкине. Они должны были питать контактную сеть дороги на 60-километровом протяжении от Нарвских ворот до Красной горки.
Здания подстанций Оранэлы располагались непосредственно у полотна железной дороги и образовывали по замыслу создателей дороги единый ансамбль, производивший впечатление на пассажиров. Аналогичные по проекту здания подстанций в Стрельне и Мартышкино дошли до нас в неузнаваемом виде: Стрельнинская подстанция как жилой дом (пос. Стрельна, ул. Гоголя, 4), а Мартышкинская подстанция как заводской корпус в промзоне (г. Ломоносов, ул. Связи, 1).
Подстанция в Княжево была «старшей сестрой» среди трех подстанций. Она должна была принимать трехфазный ток 8000 В, вырабатываемый Центральной станцией в д. Волынкиной, по трем подземным кабелям, часть его преобразовывать в постоянный ток 1200 В для питания контактной сети, а часть, наоборот, повышать до 20000 В и передавать по воздушным линиям его «младшим сестрам» в Стрельне и Мартышкино. Преобразование переменного тока в постоянный должно было осуществляться электро-механическим способом посредством мотор-генераторов. Они планировались к размещению в машинном зале по оси здания. Всего под мотор-генераторы было предусмотрено три места на отдельном фундаменте (чтобы избежать воздействия вибраций на здание). Два места отводилось для основного и резервного мотор-генератора, третье оставлялось «на перспективу».

## Устройство здания

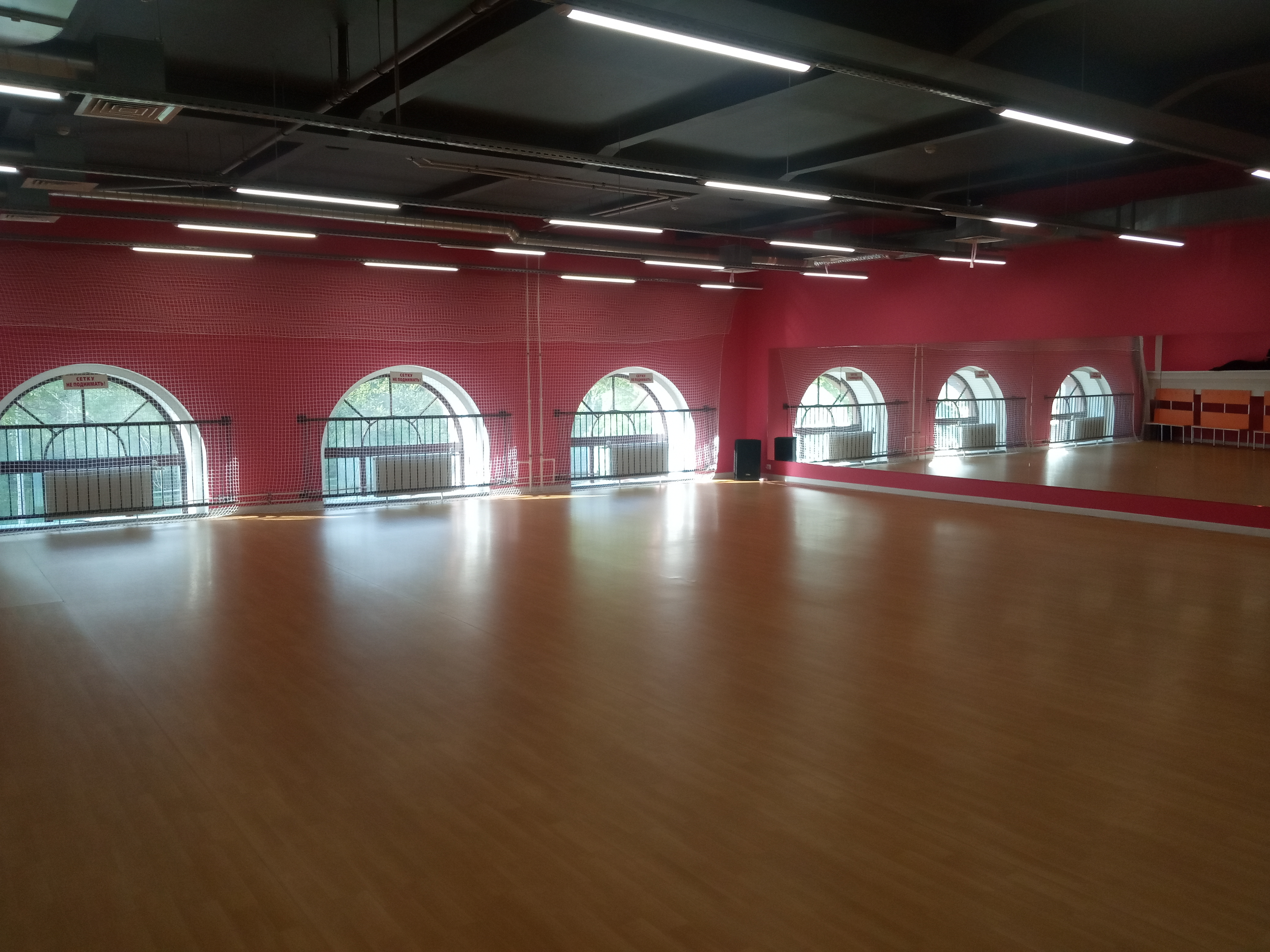
Большой зал для занятий танцами на втором уровне бывшего машинного зала

Устройство здания продиктовано его назначением. Княжевская подстанция, как и подстанции городского трамвая, спроектированные А. И. Зазерским в 1900-е гг., состоит из двух объемов — машинного зала с вытянутыми во всю высоту фасада окнами и выступающего вперед комплекса служебных помещений. Для размещения оборудования предназначались и читаемые сегодня пристройки к зданию. Однако в отличие от аналогичных зданий подстанций городского трамвая, служебная часть здания предназначалась не для квартир служащих, а для размещения электрооборудования. Во многом это было обусловлено в два раза большим напряжением контактной сети по сравнению с городским трамваем (1200 В против 600 В), а также большей мощностью всей энергосистемы, поскольку она в том числе предназначалась для электрификации промышленных объектов и населенных пунктов на всем 60-километровом протяжении Оранэлы.
Особенностью здания является то, что несущими конструкциями помимо кирпичных стен являются железобетонные колонны, пронизывающие здание (10 колонн в объеме служебных помещений и 4 колонны в объеме машинного зала). Они поддерживают металлические перекрытия. Колонны хорошо «читаются» в современном интерьере, а в цокольном сейчас можно увидеть их усиленные основания, вскрытые при углублении подвального помещения. Таким образом, как и другие здания Оранэлы Княжевская подстанция является примером одного из первых в России опытов применения железобетона в промышленной архитектуре.
Для монтажа и обслуживания в машинном зале была обустроена ручная кран-балка, направляющие которой были сохранены в ходе реконструкции. Эффектные вытянутые окна машинного зала служили также и порталом для транспортировки оборудования.
И хотя оборудование, предусмотренное проектом электрической железной дороги, так и не было установлено, свои функции здание так или иначе выполняло и после частичного запуска Оранэлы в 1916 году, и после «перезапуска» после революции. В нем размещалась трансформаторное оборудование. Параллельно в здании разместился и клуб трамвайного парка им. И. Е. Котлякова.
Во время Великой Отечественной войны здание подстанции оказалось практически на линии фронта и использовалось как наблюдательный пункт. На находящемся поблизости Т-образном перекрестке трамвайных путей из трамвайных вагонов было создано заграждение Петергофского шоссе. В память об этом вблизи подстанции в 2007 году установлен памятник Блокадному трамваю.

## Архитектор
До сих пор не установлен архитектор этого нетривиального по проекту здания. В некоторых источниках не без оснований предполагается, что им был Алексей Иванович Зазерский. Незадолго до этого он спроектировал комплекс аналогичных зданий (центральная станция и 4 подстанции) для петербургского трамвая. Однако несмотря на то, что Зазерский называется в некоторых источниках архитектором здания, официальных документов, подтверждающих этот факт, не найдено. Другим возможным архитектором мог выступать Ф. О. Тейхман, как инженер выступавший соавтором Зазерского при строительстве зданий для петербургского трамвая (подстанций, депо Василеостровского парка). Документально исследователем Н. Н. Гольцовым подтверждена его главная роль в проектировании здания Центральной электрической станции Оранэлы, а также объектов трамвайного депо Оранэлы (ныне Трамвайный парк № 9 им. И. Е. Котлякова).

## Современное использование здания

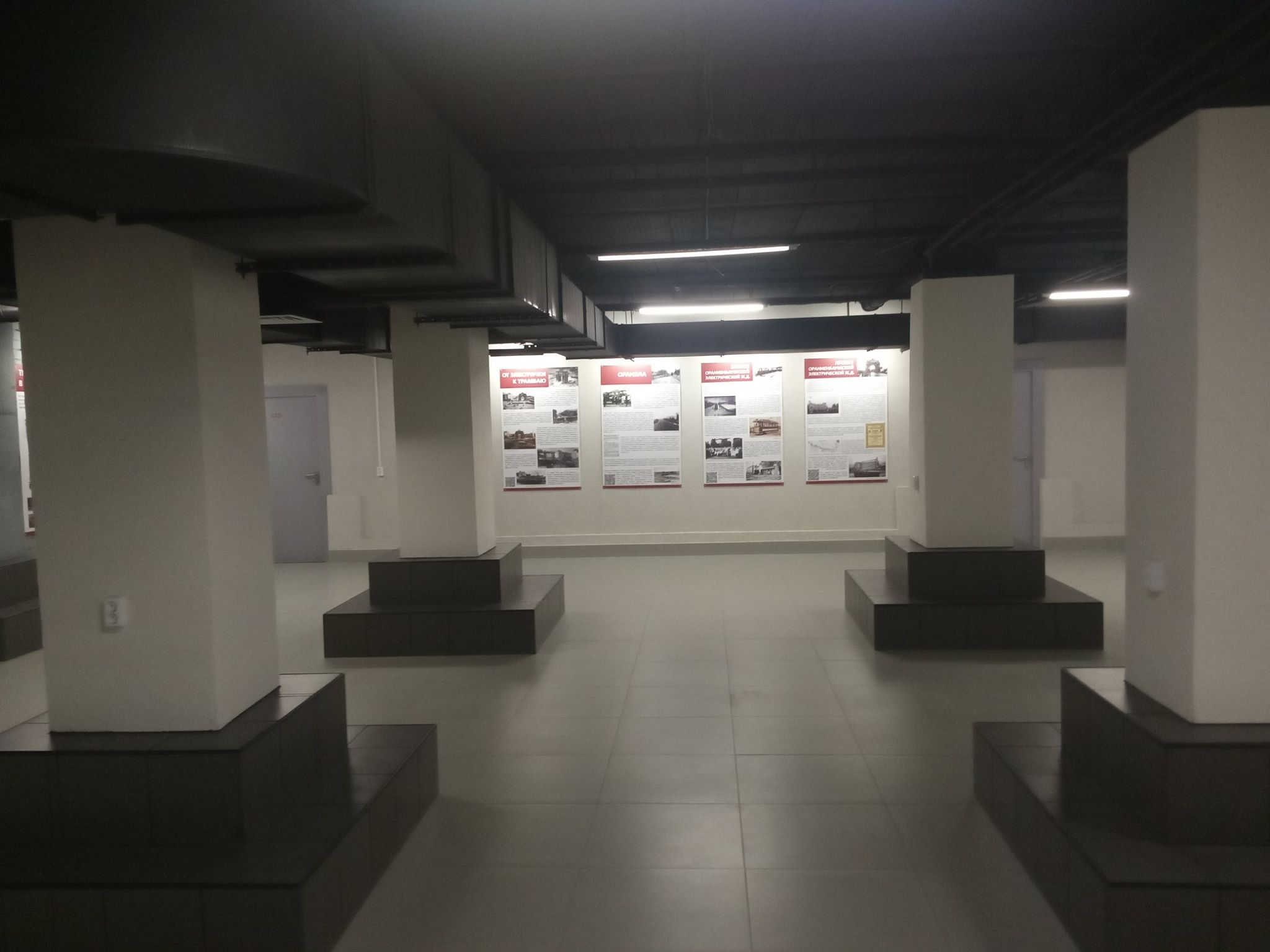
Холл с несущими колоннами в цокольном этаже здания, где устроен Музей Оранэлы

Чудом пережившее войну здание в 1970-х годах планировали снести. Затем из него было вывезено все электрооборудование, машинный зал отдали под детскую спортивную школу с бассейном. Часть здания занимало общежитие. В 1980-е годы здесь случился пожар, затем на волне «кооперативного движения» открылся платный физкультурно-оздоровительный комплекс «Энергия» Трамвайно-троллейбусного управления. В середине 1990-х годов стал пользоваться дурной репутацией и был закрыт. Позже здание пришло в запустение, пока не перешло к новому собственнику, начавшему в 2005 году длительную реставрацию уникального памятника архитектуры, истории и техники.
Первоначально планировалось создание торгово-развлекательного центра «Алиса» с казино площадью 3500 кв. м. путем пристройки к историческому зданию в два раза превосходящей по размеру футуристической пристройки из стекла, причем проект получил необходимые согласования. Однако с началом регулирования деятельности игорных учреждений в 2006 году и выводом их в специальные зоны, собственник отказался от этого проекта.
Следующим проектом реконструкции здания (2007—2008 гг.) стало приспособление его в 2013—2015 годах под крупнейший в Санкт-Петербурге пивной ресторан с собственной пивоварней. В ходе этого этапа здание было в целом реконструировано и отремонтировано в современном виде. Под руководством инженера Ю. М. Козловского восстановлено историческое остекление фасадных окон, здание покрыто специальной штукатуркой, подчеркивающей кирпичную тектонику. Проведены уникальные строительные работы по углублению подвала здания и превращению его в полноценный цокольный этаж, где планировалось размещение кухни и пивоварни. В здании обустроены специальные лифты для доставки из кухни еды и напитков в обеденные залы.
Однако из-за ухудшения экономической конъюнктуры собственник отказался от размещения пивного ресторана, и в 2017 году в здании открылся спортивно-досуговый клуб с историческим уже названием «Энергия». В клубе действуют спортивные секции и кружки для взрослых и детей.
6 апреля 2019 года по инициативе С. Г. Баричева, и при содействии Ю. М. Козловского в цокольном этаже открыт Музей Оранэлы, рассказывающий об истории уникального отечественного проекта Ораниенбаумской электрической железной дороги. Научным консультантом музея является Н.Н. Гольцов, автор монографии «История Оранэлы». В музее представлены коллекция трамвайных билетов разных городов, работающий компостер, на котором можно пробить на память сувенирный входной билет в музей. Представлена и старая табличка трамвая 36-го маршрута с автографом Дмитрия Достоевского — вагоновожатого в 1971—1979 гг., правнука Ф. М. Достоевского. В конце 2019 года в музее начали создавать портретную галерею учёных и инженеров, внёсших вклад в развитие трамвайного движения в Санкт-Петербурге.

## Дуб каштанолистный
Рядом со зданием растет находящийся под охраной дуб каштанолистный, практически единственный в Санкт-Петербурге экземпляр. Другое подобное дерево находится в Ботаническом саду БИН РАН, однако существенно меньшего размера. Возраст дуба около подстанции около 80 лет, согласно одной из версий его саженец, вероятно, был привезен делегацией из Азербайджана в знак благодарности за передачу части оборудования Оранэлы для строительства первой в СССР пригородной электрической железной дороги Баку — Сабунчи.